# Salzburgite
La salzburgite è un minerale.